# Deutsch Schützen-Eisenberg
Deutsch Schützen-Eisenberg es una localidad del distrito de Oberwart, en el estado de Burgenland, Austria, con una población estimada a principio del año 2018 de 1126 habitantes. 
Se encuentra ubicada en el centro-sur del estado, a poca distancia al oeste de la frontera con Hungría y al sureste de Viena.